# 皮质抑素A
皮质抑素A是一種海洋類固醇天然產物，2006年在海綿 Corticium simplex生物體中分離而取得。香港大学Pauline Chiu（趙寶貽）等人对其全合成方法进行了报道，其研究顯示皮质抑素A可以有助減緩腫瘤的生長。